# FC Minsk-2
El FC Minsk-2 es un equipo de fútbol de Bielorrusia que alguna vez jugó en la Liga Soviética de Bielorrusia, la primera categoría de fútbol en el país. Actualmente participa en la Primera Liga de Bielorrusia, segunda categoría del fútbol del país.

## Historia
Fue fundado en el año 1954 en la capital Minsk con el nombre FShM Minsk (en ruso: Futbolnaya Shkhola Molodyozhi) como un equipo de estudiantes.
Durante el periodo soviético estuvo participando en los torneos de categoría juvenil, aunque llegó también a participar en la Liga Premier de Bielorrusia, y en 1989 cambió su nombre por el de Smana Minsk.
En 1992 se convierte en uno de los equipos fundadores de la Segunda Liga de Bielorrusia, la tercera división nacional, tras declararse la independencia de Bielorrusia en 1991, y tras varias temporadas entre la segunda y tercera división hizo un convenio de cooperación con el FC BATE Borisov, pasando a ser su equipo filial y cambiando su nombre por el de Smena-BATE Minsk en 1996, convenio que terminó en el año 2000 y regresó a su nombre anterior.
En 2005 mientras jugaba en la Primera Liga de Bielorrusia creó a su equipo filial, el Smena Minsk-2 como equipo de la Segunda Liga de Bielorrusia. Un año después nace el FC Minsk tomando la licencia del Smena Minsk de la Primera Liga de Bielorrusia, tomando a la mayoría de la plantilla del club y reemplazándolo en la segunda categoría, por lo que el Smena Minsk desaparece.
Un año después el FC Minsk logra el ascenso a la Liga Premier de Bielorrusia y en 2008 el Smena Minsk es refundado como FC Misnk-2 como equipo de la Segunda Liga de Bielorrusia luego de que el FC Minsk descendiera a la Primera Liga de Bielorrusia, por lo que desapareció tras un año de existencia. El club vuelve a refundarse en 2012 como el equipo de los graduados de la academia del FC Minsk, considerado como equipo para jugar en la Primera Liga de Bielorrusia para tomar el lugar del desaparecido DSK Gomel.
El club pasó dos temporadas en la Primera Liga de Bielorrusia hasta su desaparición a inicios de 2015 luego de ser anunciado por el FC Minsk.
En 2024 el equipo volvió a la actividad luego de la abolición de la Liga de Reservas de Bielorrusia. El Minsk-2 fue aceptado en la Segunda Liga de Bielorrusia para esa temporada, convirtiéndose en campeón de la categoría y logrando su ascenso a la Primera Liga.

## Palmarés
- Segunda Liga de Bielorrusia: 3

1992, 2004, 2024

## Temporadas
| 1992                          | 3D     | 1  | 15 | 10 | 1 | 4  | 49 | 15  | 21 | 1/32          |
| 1992–93                       | 2D     | 8  | 30 | 12 | 6 | 12 | 42 | 50  | 30 | 1/64          |
| 1993–94                       | 2D     | 15 | 28 | 3  | 7 | 18 | 15 | 50  | 13 | 1/32          |
| 1994–95                       | 3D – B | 7  | 22 | 8  | 3 | 11 | 23 | 35  | 19 |               |
| 1995                          | 3D – B | 4  | 12 | 6  | 1 | 5  | 23 | 14  | 19 |               |
| ?                             |        |    |    |    |   |    |    |     |    |               |
| 1997                          | 3D – A | 6  | 26 | 12 | 2 | 12 | 52 | 46  | 38 |               |
| 1998                          | 3D – A | 4  | 26 | 14 | 7 | 5  | 55 | 23  | 49 |               |
| 1999                          | 3D – A | 2  | 24 | 16 | 3 | 5  | 54 | 22  | 51 |               |
| ?                             |        |    |    |    |   |    |    |     |    |               |
| 2001                          | 3D     | 18 | 34 | 1  | 1 | 32 | 13 | 119 | 4  |               |
| 2002 en divisiones regionales |        |    |    |    |   |    |    |     |    |               |
| 2003                          | 3D     | 5  | 22 | 12 | 4 | 6  | 50 | 26  | 40 |               |
| 2004                          | 3D     | 1  | 24 | 19 | 1 | 4  | 55 | 17  | 58 |               |
| 2005                          | 2D     | 5  | 30 | 14 | 8 | 8  | 31 | 23  | 50 |               |
| 2006                          | 3D     | 13 | 32 | 6  | 9 | 17 | 36 | 68  | 27 | Segunda Ronda |
| 2007                          | 3D     | 16 | 30 | 3  | 5 | 22 | 12 | 60  | 14 |               |
| 2008                          | 3D     | 11 | 30 | 9  | 9 | 12 | 44 | 33  | 36 |               |
| ?                             |        |    |    |    |   |    |    |     |    |               |
| 2012                          | 3D     | 5  | 36 | 21 | 5 | 10 | 60 | 33  | 68 | Segunda Ronda |
| 2013                          | 2D     | 14 | 30 | 7  | 5 | 18 | 32 | 49  | 26 |               |
| 2014                          | 3D     | 13 | 30 | 9  | 6 | 15 | 41 | 45  | 33 |               |

## Jugadores

### Jugadores destacados
- Syarhey Koshar
- Andrey Razin